# Matt Kenseth

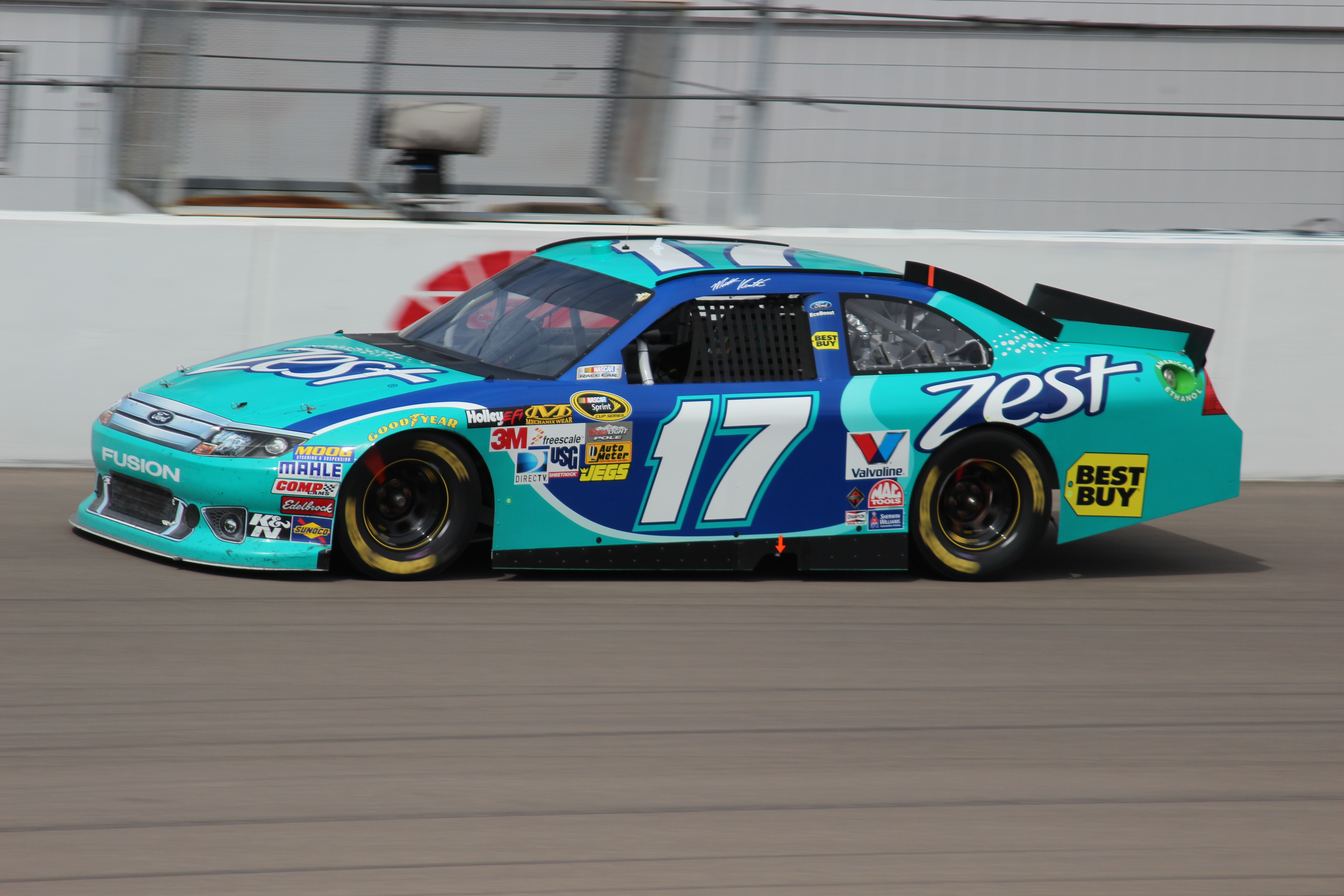
Ford Fusion de Matt Kenseth en la fecha de Las Vegas de la Copa NASCAR 2012.

Matthew Roy "Matt" Kenseth (Cambridge, Wisconsin, Estados Unidos, 10 de marzo de 1972) es un piloto de automovilismo estadounidense que compitió como piloto titular de la Copa NASCAR para Roush Fenway en un Ford número 17 desde 2000 hasta 2012, en Joe Gibbs en un Toyota número 20 desde 2013 hasta 2017 y en algunas carreras en 2018 con Roush Fenway Racing número 6. En 2020 fue contratado por Chip Ganassi Racing para correr en el número 42 tras el despido de Kyle Larson. Tras acabar la temporada, Kenseth anunció que dejaría de ser piloto a tiempo completo.
Fue el Novato del Año 2000 en la NASCAR Cup Series, campeón en 2003, subcampeón en 2006 y 2013 y cuarto en 2007 y 2011. Además, fue subcampeón de la Xfinity en 1998 y tercero en 1999. A noviembre de 2018, Kenseth tiene 39 triunfos y 181 top 5 en la Copa NASCAR, así como 29 victorias en la Xfinity Series. 
Entre sus victorias en la Copa NASCAR se destacan las 500 Millas de Daytona de 2009 y 2012, las 600 Millas de Charlotte de 2000, y las 500 Millas Sureñas de Darlington de 2013. Por otra parte, fue campeón de la International Race of Champions en 2004, tercero en 2005 y segundo en 2006, con un total de tres victorias en 12 carreras.

## Ámbito deportivo
Kenseth empezó su carrera a los 16 años y comenzó a competir en varias pistas cortas en Wisconsin y ganó los campeonatos de pista en Madison International Speedway, Slinger Super Speedway y Wisconsin International Raceway. Después pasó a competir en varias competencias de Late Models antes de debutar en la NASCAR.
Debutó en la Busch Series en 1996 al disputar una carrera con un Chevrolet de Carl Wegner. Al año siguiente, Kenseth participó en 21 carreras conduciendo una Chevrolet de Robbie Reiser y obtuvo 2 top 5 y 7 top 10 para finalizar 22.º en el campeonato.
En su primer año como piloto titular de la serie, Kenseth resultó subcampeón en la Busch Series de 1998 al lograr tres victorias y 17 top 5. También debutó en la Copa NASCAR en Dover, finalizando sexto en un Ford de Bill Elliott.
En 1999, Kenseth logró 4 victorias, 14 top 5 y 20 top 10 en la Busch, de modo que culminó tercero en la tabla general. También disputó en cinco fechas de la Copa NASCAR con un Ford del equipo Roush, logrando un cuarto puesto como único top 10.
Kenseth se convirtió en piloto titular de Roush en la Copa NASCAR en 2000. Venció en las 600 Millas de Charlotte, lo que le convirtió en el primer novato en ganar esta carrera, y cosechó otros 10 top 10, de forma que terminó 14.º en el campeonato y fue premiado como Novato del Año de la categoría. En ese mismo año, participó de 20 carreras en la Busch, logrando 4 victorias y 17 top 10, pero terminó 17.º en la tabla general debido a que no compitió en toda la temporada.
En 2001, logró 4 top 5 y 9 top 10 en la Copa NASCAR, por lo que finalizó 13.º en el campeonato. Mientras tanto, en la Busch Series obtuvo una victoria y 12 top 5 en 23 carreras disputadas. Obtuvo 5 victorias, 11 top 5, y 19 top 10 en la Copa NASCAR 2002, de modo que culminó octavo en la tabla general. En ese mismo año, disputó 4 carrera de la Busch, donde logró 2 top 10, ahora con un Ford.
Kenseth resultó campeón de la Copa NASCAR en 2003, al ganar una carrera, pero cosechó 11 top 5 y 25 top 10. Además, en 14 carreras en la Busch obtuvo 2 victorias y 7 top 5. En 2004, acumuló 2 victorias, 8 top 5 y 16 top 10 en la Copa, de forma que finalizó octavo en el campeonato. Mientras, que en la Busch compitió en 16 carreras, donde logró 3 victorias y 8 arribos entre los cinco primeros. Por otro lado, disputó la International Race of Champions, donde resultó campeón con dos victorias y un tercer puesto.
El piloto obtuvo ganar una carrera y finalizó 17 veces en los primeros diez en la Copa en 2005, de forma que terminó séptimo en la tabla general. También, disputó 15 carreras ahora para Roush, y cosechó una victoria y 5 top 5. Por otra parte, logró dos terceros puestos y un cuarto en la IROC, quedando tercero en el campeonato, y disputó las 24 Horas de Daytona con un Multimatic-Ford.
En la Copa NASCAR 2006, Kenseth logró 4 victorias, 15 top 5 y 21 top 10, por lo que resultó subcampeón detrás de Jimmie Johnson. Por otro lado, en sus 21 participaciones en la Busch, cosechó 3 victorias y 15 top 5. También terminó subcampeón de la IROC, al lograr una victoria, un segundo lugar y un quinto. Al año siguiente, ahora con el equipo de Roush renombrado a Roush Fenway Racing, en la Copa logró dos victorias, 13 arribos entre los primeros cinco y 22 arribos entre los primeros diez, de modo que culminó cuarto en la Caza por la Copa. Mientras, en la Busch cosechó 2 victorias y 15 top 5 en 24 carreras disputadas, de forma que terminó décimo en la tabla general.
Kenseth no consiguió ninguna victoria en la Copa NASCAR en 2008, obtuvo 9 top 5 y 20 top 10, para acabar 11.º en el campeonato de pilotos. Por otra parte, en la Nationwide Series (la antes llamadaa Busch Series), disputó 7 carreras de las cuales obtuvo una victoria y cuarto top 5. En 2009, el wisconsinés empezaría ganando las dos primeras carreras de la temporada de la Copa (incluyendo las 500 Millas de Daytona) pero los malos resultados lo marginaron de la Caza. Con esas dos victorias, 7 top 5 y 12 top 10, finalizó decimocuarto en el campeonato. En tanto que en la Nationwide, participó en 15 carreras logró una victoria 6 top 5 y 10 top 10.
En 2010, cosechó 6 top 5 y 15 top 10 en la Copa NASCAR, de forma que terminó quinto en la Caza. Por otro lado, su programa en la Natiowndie se redujo a 3 carreras, de las cuales logró 1 top 5 y 2 top 10. Kenseth finalizó cuarto en la Copa NASCAR 2011, al ganar tres carreras, y arribar 12 veces entre los cinco primeros y 20 veces entre los diez primeros. Además, ganó una carrera de la Nationwide, en su única participación en la categoría en ese año.
Al año siguiente, Kenseth logró 3 victorias (de la cual se destaca las 500 Millas de Daytona), 12 top 5, y 20 top 10, pero algunos resultados negativos lo relegaron al séptimo puesto en la Caza.
Para 2013, Kenseth cambia de equipo, pasando a conducir un Toyota para Joe Gibbs Racing. En la Copa NASCAR, el piloto cosechó 7 victorias, 12 top 5 y 20 top 10, pero resultó subcampeón otra vez por detrás de Jimmie Johnson. Mientras tanto, en la Nationwide, logró 2 victorias, 7 top 5 y 14 top 10 en 16 carreras disputadas.
El piloto no logró victorias en la temporada 2014, aunque su gran regularidad le permitió alcanzar la tercera ronda de la Caza por la Copa NASCAR; finalmente resultó séptimo en el campeonato con 13 top 5. En tanto que en 19 carreras que participó en la Nationwide Series, ganó una carrera y obtuvo 9 top 5 adicionales.
En 2015, Kenseth acumuló cuatro triunfos en la temporada regular, lo que permitió asegurar su pase a la Caza. En la primera ronda, ganó en Loudon, lo que le permitió avanzar a la siguiente ronda. Pero en esa fase, no obtuvo ningún top 10 en tres carreras, por lo que quedó afuera de la Caza. En la primera fecha de la tercera ronda en Martinsville ocasionó intencionalmente un choque con uno de los contendientes por el título, Joey Logano, por lo que el wisconsinés fue suspendido por dos carreras. Volvió en Homestead con un séptimo lugar, lo que le permitió finalizar en el puesto 15 del campeonato. En tanto, que en la Xfinity Series acumuló 4 top 5 en cinco fechas disputadas.
Logró dos victorias en Dover y Loudon en 2016 lo que le permitió clasificar a la Caza. Eliminado en la tercera etapa de la Caza, logró 8 top 5 para finalizar quinto en el campeonato. En su última temporada con Gibbs, en 2017 Kenseth quedó eliminado en la segunda ronda y terminó séptimo en la tabla de pilotos con una victoria y 10 top 5.
En 2018, Kenseth vuelve al equipo Roush Fenway pero con un calendario parcial de 15 carreras. Obtuvo dos top 10 en las dos últimas carreras de la temporada. También ganó un stage en las 400 millas de Indianápolis.
El 27 de abril de 2020, Kenseth fue anunciado como el reemplazo de Kyle Larson en el Chevrolet n.º 42 para Chip Ganassi Racing por el resto de la temporada después de que Larson fue liberado por usar un insulto racial en un evento iRacing dos semanas antes.  Además, NASCAR otorgó a Kenseth una exención de elegibilidad en los playoffs de 2020.  Kenseth terminó 10.º el 17 de mayo en Darlington en su regreso, su carrera número 330 entre los diez primeros.